# Gustav Schraegle

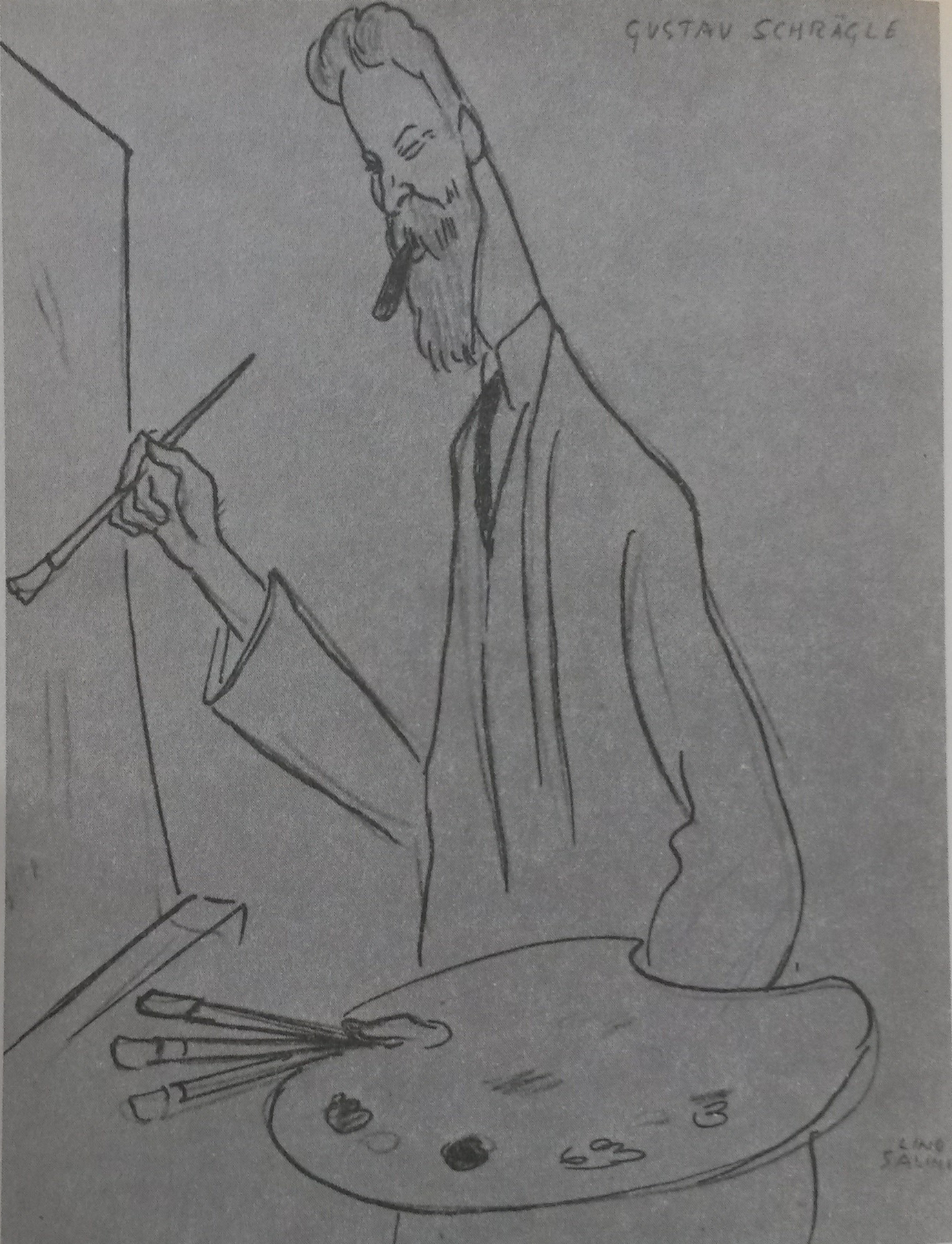
Gustav Schraegle auf einer Karikatur von Lino Salini

Gustav Peter Franz Schraegle (* 29. März 1867 in Bürgel; † 3. Oktober 1925 in Frankfurt am Main) war ein deutscher Maler.
Der aus einem heutigen Stadtteil von Offenbach gebürtige Schraegle studierte von 1885 bis 1891 an der Kgl. Kunstschule in Stuttgart bei den durch ihre Genremalerei bekannt gewordenen Jakob Grünenwald, Gustav Igler und Friedrich von Keller. In der Folge nach Frankfurt ziehend, entstanden dort zahlreiche Porträts, Landschaftsdarstellungen und Stillleben. Werke Schraegles befinden sich im Städel oder auch der Portraitsammlung der Dr. Senckenbergischen Stiftung in Frankfurt. Kurz nach seinem Tod wurde im dortigen Kunstverein zu seinen Ehren eine Gedächtnisausstellung veranstaltet.
Gustav Schraegle war Mitglied im Deutschen Künstlerbund.